# Херардо Мірад
Херардо Мірад (ісп. Gerardo Mirad; нар. 25 серпня 1967) — колишній аргентинський тенісист.
Найвищу одиночну позицію світового рейтингу — 266 місце досяг 7 серпня 1989, парну — 142 місце — 25 вересня 1989 року.

## Фінали Гран-прі за кар'єру

### Парний розряд: 1 (0–1)
| Результат | W/L | Дата     | Турнір        | Покриття | Партнер          | Суперники                  | Рахунок  |
| --------- | --- | -------- | ------------- | -------- | ---------------- | -------------------------- | -------- |
| Поразка   | 0–1 | Кві 1989 | Афіни, Греція | Ґрунт    | Густаво Джуссані | Клаудіо Панатта Томаш Шмід | 3–6, 2–6 |

## Титули на челленджерах

### Парний розряд: (2)
| Ранг | Дата         | Турнір              | Покриття | Партнер         | Суперники                    | Рахунок       |
| ---- | ------------ | ------------------- | -------- | --------------- | ---------------------------- | ------------- |
| 1.   | Липень 1989  | Сан-Паулу, Бразилія | Ґрунт    | Девід Макферсон | Отавіу Делла Жайме Онсінс    | 2–6, 7–6, 6–2 |
| 2.   | Серпень 1989 | Lins, Бразилія      | Ґрунт    | Девід Макферсон | Жоао Кунья е Сілва Іван Клей | 2–6, 6–3, 6–2 |